# Kunratický hřbitov
Kunratický hřbitov se nachází v Praze 4 v městské části Kunratice mezi ulicemi Klínovecká, Beskydská, Šebkova a Hřbitovní, ze které je hlavní vstup. Byl založen počátkem 20. století, protože starý hřbitov u kostela svatého Jakuba Většího již nedostačoval. Jeho rozloha je 0,54 hektaru. Nachází se zde obnovená hrobka rodiny Korb-Weidenheim, bývalých majitelů Kunratic, a hrobka rodiny Bartůňkovy, majitelů mlýna na Dolnomlýnském rybníku. Součástí hřbitova je i nový urnový háj, do kterého je z ulice Hřbitovní samostatný vstup.
Na hřbitově jsou pohřbeni např. historik Karel Vít Hof, filmový herec Ilja Prachař nebo hudebník Václav (Vašo) Patejdl.